# Michael Kremer
Michael Robert Kremer (12 de novembro de 1964) é um economista estadunidense de desenvolvimento, atualmente professor de Gates nas Sociedades em Desenvolvimento da Universidade Harvard. Kremer se destacou em seu campo e recebeu muitos prêmios por seu sucesso. Em 14 de outubro de 2019, ele foi distinguido com o Prêmio Nobel de Ciências Econômicas, pela "abordagem experimental para aliviar a pobreza global", juntamente com Esther Duflo e Abhijit Banerjee.